# John Boyd
John H. Boyd (New York, 22 oktober 1981) is een Amerikaans acteur.

## Biografie
Boyd werd geboren als zoon van acteur Guy Boyd, in een gezin van twee kinderen. 

## Filmografie

### Films
Uitgezonderd korte films.
- 2018 Peppermint - als Marvin
- 2017 Wonderstruck - als Danny
- 2012 Argo – als Lamont
- 2011 Iceland – als Todd
- 2010 Jelly – als Floyd Marks
- 2009 Mercy – als Erik
- 2009 The Greatest – als Wyatt
- 2007 Careless – als dronken jongen
- 2006 Lady in the Water – als roker met één wenkbrauw
- 2006 Fields of Freedom – als Dooley
- 2005 The Notorious Bettie Page – als Jack
- 2005 Building Girl – als Colin

### Televisieseries
Uitgezonderd eenmalige gastrollen.
- 2019 - 2024 FBI - als speciaal agent Stuart Scola - 91 afl.
- 2020 - 2024 FBI: Most Wanted - als speciaal agent Stuart Scola - 3 afl.
- 2014 - 2017 Bones - als James Aubrey - 56 afl.
- 2014 The Carrie Diaries - als Elliott - 2 afl.
- 2013 Touch - las Kase - 4 afl.
- 2010 24 – als Arlo Glass – 24 afl.